# Bolu (provincie)
Bolu is een provincie in Turkije. De provincie is 10.716 km² groot en heeft 270.654 inwoners (2000). Bolu ligt in het noordwesten van Turkije, rond de gelijknamige oude stad en hoofdstad Bolu. tot 1999 maakte de provincie Düzce deel uit van Bolu.

## Bestuurlijke indeling

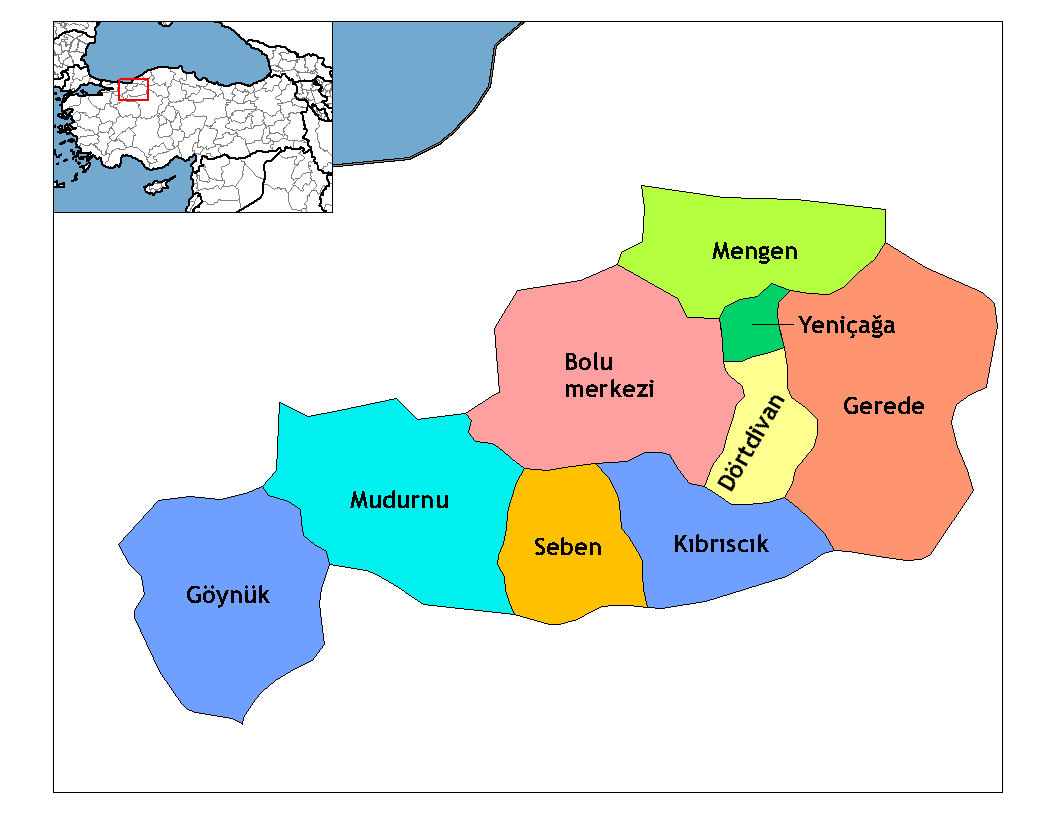
Districten van Bolu

### Districten
De provincie bestaat uit de volgende negen districten:
| - Bolu - Dörtdivan - Gerede | - Göynük - Kıbrıscık - Mengen | - Mudurnu - Seben - Yeniçağa |